# Infernal Overkill
Infernal Overkill è il primo album in studio del gruppo musicale thrash metal tedesco Destruction, pubblicato dalla Steamhammer nel 1985. 
L'album è stato ristampato nel 1988 con l'aggiunta dell'EP Sentence of Death e nel 2005 è stato stampato in formato vinile.

## Tracce
1. "Invincible Force" - 4:20
2. "Death Trap" - 5:49
3. "The Ritual" - 5:11
4. "Tormentor" - 5:06
5. "Bestial Invasion" - 4:36
6. "Thrash Attack" - 2:56
7. "Antichrist" - 3:44
8. "Black Death" - 7:39

### Tracce ristampa
1. "Intro/Total Desaster"
2. "Black Mass"
3. "Mad Butcher"
4. "Satan's Vengeance"
5. "Devil's Soldiers"
6. "Invincible Force"
7. "Death Trap"
8. "The Ritual"
9. "Tormentor"
10. "Bestial Invasion"
11. "Thrash Attack"
12. "Antichrist"
13. "Black Death"

## Formazione
- Marcel Schirmer – basso, voce
- Mike Sifringer – chitarra
- Thomas Sandmann – batteria